# Quiasma óptico

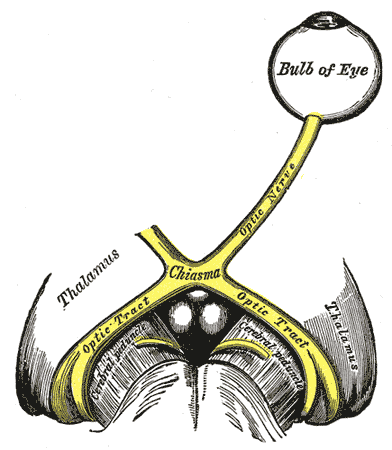
Quiasma óptico (en amarillo)

El quiasma óptico (del gr. χίασμα, -ατος, disposición cruzada, como la de la letra χ) es la parte del cerebro donde se entrecruzan parcialmente las fibras axónicas de los nervios ópticos Es una estructura en forma ovalada que constituye el punto de unión entre el nervio óptico del ojo derecho y el nervio óptico del ojo izquierdo. Esta estructura mide aproximadamente 12 milímetros de ancho, 8 milímetros de largo y unos 4 milímetros de alto y se encuentra situada en la base del cerebro a unos 5 o 10 milímetros de la glándula hipofisaria. En este entrecruzamiento la mitad de las fibras pasan del nervio óptico derecho a la cintilla óptica izquierda, y viceversa. El quiasma óptico está situado en la fosa cerebral anterior, por delante de la silla turca.
Las imágenes formadas en cada una de las retinas se cruzan al lado opuesto del cerebro en el quiasma óptico. Esto permite que las imágenes de cada lado del campo de ambos ojos se transmitan al lado apropiado del cerebro. Luego del quiasma óptico, los nervios ópticos pasan a llamarse cintillas ópticas.

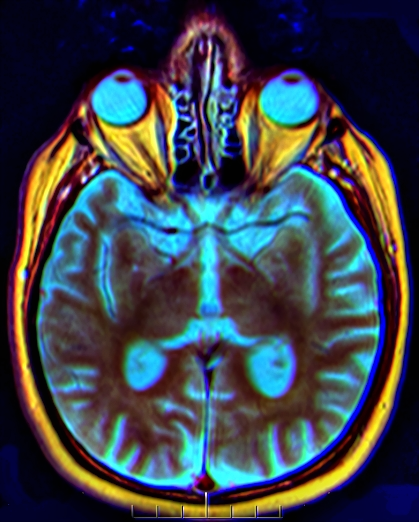
Quiasma óptico (Χ) en imagen de resonancia magnética